# Roseta Mauri i Segura

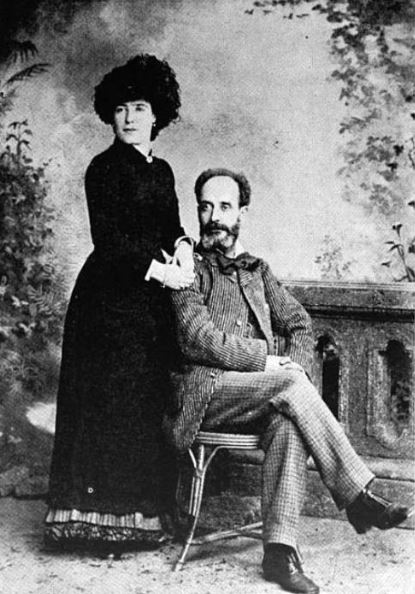
Amb el seu pare

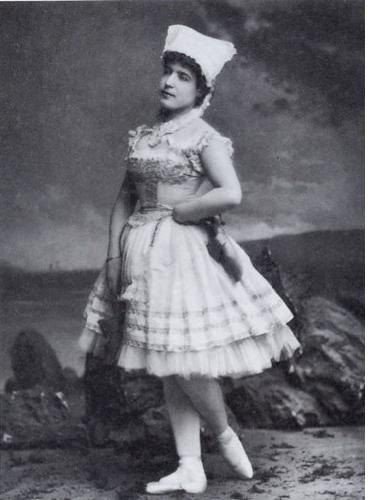
Roseta Mauri vestida per al ballet "La Korrigane"

Roseta Mauri i Segura (Reus, 15 de setembre de 1850 - París, 3 de desembre de 1923) fou una ballarina catalana, musa i inspiradora de molts artistes impressionistes. Era coneguda també com a Rosita o Roseta Mauri.

## Biografia
Era filla de Carmen Amada Segura, d'origen mallorquí, i del reusenc Pere Rafel Jaume Mauri, ballarí del cos de ball del Gran Teatre del Liceu de Barcelona el 1848, que va ser el seu primer mestre.
El periodista francès Antonin Proust va tenir relacions amoroses amb Roseta. Després d'una discussió amb ella, Proust es va disparar un tret de pistola al cap el 18 de març de 1905, morint dos dies després, el 20 de març de 1905.
Hom explica que en la gira per Itàlia, el rei Víctor Manuel II li declarà el seu amor i que ella sortí de l'atzucac amb un enginyós: "Altesa, el meu amor és la dansa."
La Primera Guerra Mundial l'obligà a recollir-se en una casa que tenia al País Basc francès i, acabada la conflagració, tornà a París. Però moltes coses havien canviat: havia perdut en el combat el seu nebot Carles Mauri, que tenia adoptat com a fill.
Rosita Mauri va morir a la seva casa de París, rue Scribe 19, el 3 de desembre de 1923 i està enterrada al cementiri de Montparnasse en una tomba familiar amb els seus pares, Pere i Carmen Amada, i els seus germans Carolina Isabel (1852-1893), Pedro Antonio (1857-1901) i Francisco de Paula (1855-1917).

## Carrera artística
El seu aprenentatge s'inicià aviat i, quan encara era una nena, passava hores d'assaig i d'exercicis estimulada pel seu pare, malgrat l'oposició de la seva mare,que coneixia les privacions i el sacrifici que comportava el món d'aquell art escènic. La primera formació oficial, la va rebre del prestigiós coreògraf i ballarí belga Henri Dervine quan aquest va estar treballant al Liceu el 1862; d'ell va aprendre la tècnica clàssico-romàntica.
Va fer el debut a Mallorca el 1865 i el 1866 es va incorporar al Teatre Principal de Barcelona, fent parella de ball amb Vicente Moreno i Manuel Panadero. Als estius feia petites gires per Catalunya, i actuà a Reus, a l'escenari Euterpe.
El 1870 va actuar a Hamburg, i feu escala a París, on va estudiar ball a l'Acadèmia de Coreografia del passatge Saulnier de París, amb Dominique, que l'anomenava la petite espagnole.
De retorn a Barcelona el 1870, va continuar al Teatre Principal, on va actuar en el ballet La hija del aire i en la sarsuela Flama o La filla del foc, amb un gran triomf. El 1871, va arribar a primera ballarina absoluta en ball espanyol i "estranger", que és com es coneixia la dansa clàssica, del Teatre Principal i, en aquest període va estrenar els ballets Graziela i La torera. Llavors aconsegueix un contracte per actuar a La Scala de Milà (1872-1873), on va interpretar El somni del visir. 
El desembre de 1873 va passar com a primera ballarina al Liceu de Barcelona amb El descendiente de Barba Azul i l'òpera Editta di Belcourt.
Va començar un període d'intensa activitat a l'estranger actuant al Teatre Imperial de Berlín, on va ser felicitada per l'emperador Guillem I d'Alemanya el 1875, que li va proposar que s'incorporés a l'equip del teatre imperial. També va treballar al Teatre Comunale de Trieste, al Teatre Imperial de Viena, al Teatre Reial de Roma, i al Teatre Regio de Torí. En tornar, va actuar al Circ Barcelonès en la que seria la seva darrera intervenció a Catalunya, ja que la seva següent residència seria París.
El 1877, el compositor Charles Gounod, admirador seu que el 1872 havia quedat molt impressionat veient-la actuar en El somni d'un visir a Milà, la va recomanar i va ser contractada pel Teatre de l'Òpera de París, on cada vegada aniria fent més gran la seva fama, fins a arribar a ser primera ballarina de l'Òpera de París el 1878. L'admiració del públic li va fer obtenir el sobrenom de la Patti del ball, en referència a la soprano de fama Adelina Patti, que triomfava en l'òpera.
A més de gran ballarina fou creadora de balls, i va participar-ne en alguns com La Farandole, La Tempete, Le Rêve, La Maledetta, L'etoile, Sylvia, aquest últim musicat per Léo Delibes. En destaca especialment La Korrigane, amb música de Charles-Marie Widor, estrenada l'1 de desembre de 1890 i amb més de 100 representacions fetes a l'Òpera de París. En aquesta òpera, la succeí la ballarina italiana Carlotta Zambelli el 1894.
La seva darrera actuació va ser el 1897 amb l'obra L'Etoile d'Andrée Wornmser al Teatre de l'Òpera de París, on es va retirar el 1898, si bé va continuar com a professora de dansa, formant bona part de les grans ballarines parisenques de començament de segle xx.
Físicament era una noia espigada, decidida i treballadora. Tenía un perfil correcte, la seva figura proporcionada i aplomada i la gràcia dels seus moviments sembla que van contribuir perquè els seus triomfs es multipliquessin i s'estenguessin arreu. A més, l'agilitat i la duresa elàstica de la seva tècnica sobre uns forts turmells, ja des d'un principi, varen ser excepcionals.

## Impacte pictòric
Per la seva tècnica i, especialment, pel seu caràcter i personalitat, va ser font d'inspiració de nombrosos artistes, que la immortalitzarien en la seva obra, com els escultors Denys Puech, Laurent-Honoré Marqueste, Eusebi Arnau…, i entre els pintors: Edgar Degas, Ludovic-Napoléon Lepic, Léon Bonnat, Édouard Manet, Anders Leonard Zorn, Léon-François Comerre. Per a Degas, va ser tot una musa i la va representar en La primaballerina, Fi d'arabesc i Ballarines en escena. Quan la va pintar Manet, sembla que Roseta tingué poca paciència amb el posat i que no deixà que l'artista acabés l'obra. Davant d'això, Manet escrigué un irònic, però amable epigrama amb el qual batejà el quadre:
| «               | Rosita, qui n'as pas voulu t'astreindre à la pose, désormais, anonyme, tu resteras Femme en rose. | » |
| — Édouard Manet |                                                                                                   |   |

El 1888, va posar per a un retrat d'Anders Leonard Zorn, a qui li va presentar Antonin Proust, ministre de belles arts de França, a qui Zorn també havia fet un retrat.
- Degas. Fi d'arabesc
- Degas. La Primaballerina
- Léon-François Comerre
- Renoir. Retrat
- Anders Leonard Zorn. Aquarel·la
- Édouard Manet. Jeune femme en rose

## Llegat
Entre 1984 i 1985, es van dur a terme els Premis Roseta Mauri de ballet clàssic. L'any 2002, la Fundació del Teatre Fortuny de Reus va organitzar els Premis Internacionals de Dansa Roseta Mauri, dirigit a ballarins i ballarines de totes de les nacionalitats amb edat compresa entre 16 i 21 anys, que se celebren periòdicament.